# 48159 Saint-Véran
(48159) Saint-Véran, denumire internațională (48159) Saint-Veran, este un asteroid din centura principală de asteroizi.

## Descriere
48159 Saint-Véran este un asteroid din centura principală de asteroizi. A fost descoperit pe 16 aprilie 2001 la Saint-Véran de Observatorul din Saint-Véran. Asteroidul prezintă o orbită caracterizată de o semiaxă mare de 2,68 ua, o excentricitate de 0,04 și o înclinație de 4,1° în raport cu ecliptica.